# 血清素综合症
血清素症候群（Serotonin syndrome）是在使用血清素類藥物或是物質後，可能會出現的一些症狀。症狀的程度從輕微到嚴重不等。症狀包括高燒、激動、反射亢進、顫抖、瞳孔放大及腹瀉，體溫可能會超過41.1 °C（106.0 °F）。併發症包括癲癇發作及横纹肌溶解症。
血清素症候群一般是使用二種或二種以上的血清素類藥物或是物質所造成的。這類藥物包括选择性5-羟色胺再摄取抑制剂（SSRI）、5-羟色胺和去甲肾上腺素再摄取抑制剂（SNRI）、单胺氧化酶抑制剂（MAOI）、三环类抗抑郁药（TCA）、苯丙胺、哌替啶、曲马多、右美沙芬、丁螺環酮、L-色氨酸、5-羟色氨酸、聖約翰草、翠普登、MDMA、甲氧氯普胺、昂丹司琼或是可卡因。在SSRI用藥過量的案例中，有15%出現血清素綜合症。血清素綜合症是針對中樞神經系統過量使用血清素後，可預期的結果。症狀一般會在用藥過量之後的一天發生。
診斷是依照病患的症斷以及以往使用藥物為準，診斷需要先排除其他類似症狀的疾病，例如抗精神病藥物惡性症候群、恶性高热、抗膽鹼毒性、中暑及脑膜炎等症狀。無法用醫學檢查來驗證其診斷。
初步的治療包括停用可能造成血清素症候群的藥物，若是病患躁動，可以使用苯二氮䓬类藥物，若藥效還是不足，會使用是像是赛庚啶之類的血清素拮抗劑。若是發高燒的病患，需要積極降溫。目前沒有每年血清素症候群病例的數據。若配合適當的治療，其死亡率小於1%。發生在1984年的莉比·锡安之死，一般認為是因為血清素症候群而導致死亡，因此也改變了紐約州的畢業後醫學教育。